# JIU〜慈雨
JIU〜慈雨（ジウ）は、東京を拠点とするアート・ロックバンド。
AURAのREDS☆(Vocal/Guitar)をはじめ、ギタリスト・Yuichiro Szk(Guitar)、同じくAURAのKoREDS★(Drums)、3B LAB.☆Sの千葉貴俊(Bass)の4人で編成される。2016年に結成。
REDS☆のソロ・プロジェクト「△THE ORANGE」(1996年)の楽曲をベースに、スリリングなインプロビゼーションを組み込んだライブパフォーマンスが特徴。2016年1月31日初ライブ。同年8月にはスウェーデン・ツアーを敢行。ライブ・パフォーマンスを中心に国内外問わず、活動している。